# Chaetodon punctatofasciatus
Chaetodon punctatofasciatus là một loài cá biển thuộc chi Cá bướm (phân chi Exornator) trong họ Cá bướm. Loài này được mô tả lần đầu tiên vào năm 1831.

## Từ nguyên
Tính từ định danh punctatofasciatus được ghép bởi hai âm tiết trong tiếng Latinh: punctatus ("có đốm") và coronatus ("có sọc"), hàm ý đề cập đến các vạch sọc dọc và các đốm đen trên thân của loài cá này.

## Phạm vi phân bố và môi trường sống
Từ vùng biển phía nam Nhật Bản (tỉnh Kagoshima, gồm cả quần đảo Ryukyu và quần đảo Ogasawara), phạm vi của C. punctatofasciatus trải dài về phía đông đến quần đảo Line, xa về phía nam đến rạn san hô Great Barrier (Úc), giới hạn phía tây đến bãi cạn Rowley và đảo Giáng Sinh (đều là lãnh thổ hải ngoại của Úc).
Ở Việt Nam, C. punctatofasciatus được ghi nhận tại cù lao Chàm (Quảng Nam), đảo Lý Sơn (Quảng Ngãi) và quần đảo Hoàng Sa; Phú Yên; vịnh Nha Trang (Khánh Hòa); Ninh Thuận; cù lao Câu (Bình Thuận) và quần đảo Trường Sa.
C. punctatofasciatus sống tập trung ở những khu vực mà san hô phát triển phong phú trên các rạn viền bờ, được tìm thấy ở độ sâu đến ít nhất là 45 m.

## Mô tả
C. punctatofasciatus có chiều dài cơ thể lớn nhất được ghi nhận là 12 cm. Loài này có màu nâu nhạt, gần như trắng (vàng hơn ở thân trên và lưng), lốm đốm các chấm đen ở khắp thân với các sọc đen dọc ở thân trên (chỉ kéo dài đến giữa thân). Đầu có một dải cam viền đen băng dọc qua mắt, cũng như có đốm đen trên đỉnh đầu. Vây lưng có dải viền vàng, còn vây hậu môn có dải viền trắng xanh. Cuống đuôi và phía cuối vây hậu môn có màu cam. Vây đuôi trắng ở nửa trong, nửa ngoài trong suốt, được ngăn cách bởi một vạch sọc đen. Vây bụng màu trắng. Vây ngực trong suốt.
C. punctatofasciatus còn có một biến dị kiểu hình cũng thường được bắt gặp. Thay vì là các sọc thẳng, những cá thể mang biến dị này lại có một vài sọc lại nối với nhau tạo thành hình chữ Y. Chaetodon pelewensis, một loài chị em với C. punctatofasciatus, cũng có kiểu hình tương tự nhưng với sọc chéo thay vì thẳng.
Số gai ở vây lưng: 13; Số tia vây ở vây lưng: 22–25; Số gai ở vây hậu môn: 3; Số tia vây ở vây hậu môn: 17–18; Số tia vây ở vây ngực: 13–14; Số gai ở vây bụng: 1; Số tia vây ở vây bụng: 5; Số vảy đường bên: 37–44.

## Sinh thái học
C. punctatofasciatus là loài ăn san hô chuyên biệt, nhưng cũng có thể ăn cả các loài thủy sinh không xương sống nhỏ và tảo. C. punctatofasciatus trưởng thành thường kết đôi với nhau.

## Lai tạp
Những cá thể tạp giao giữa C. punctatofasciatus với hai loài là C. pelewensis và Chaetodon guttatissimus đã được bắt gặp trong tự nhiên. Ngoài ra, Chaetodon multicinctus, một loài cá bướm đặc hữu của quần đảo Hawaii, còn có thể kết đôi khác loài với C. punctatofasciatus và C. pelewensis.

## Thương mại
C. punctatofasciatus là một loài cá cảnh thường được xuất khẩu. Theo thống kê trong giai đoạn 1988–2002, có khoảng 10.000 cá thể C. pelewensis được giao thương trong ngành kinh doanh cá cảnh.